# مغامرات الدب البني الصغير (مسلسل)
مغامرات الدب البني الصغير (بالإنجليزية: The Adventures of Little Brown Bear)‏ (بالفرنسية: Les Aventures de Petit Ours Brun)‏
، هو مسلسل رسوم متحركة فرنسي مكون من 52 حلقة مدة كل منها ثلاث دقائق، تم إنشاؤه من الشخصية التي تحمل نفس الاسم بواسطة كلود ليبرون ودانييل بور.
تم بثه في الفترة ما بين 20 أكتوبر 2003 على قناة فرنسا 3.
في كيبيك، تم بثه من 13 سبتمبر 2004
في الوطن العربي، تم بثه على طيور الجنة في 25 يناير 2008، ولاحقا على الجزيرة للأطفال (حاليا تلفزيون ج) في 2005، وبعدها على جولي بالعربي في 2017.
يتناول المسلسل عالم النسخة الأولى من مسلسل الدب البني الصغير، والتي تم بثها منذ عام 1988.

## ملخص
من خلال مغامرات شبل الدب، يصور هذا المسلسل حياة طفل 3 سنوات في مواقف يومية وعالمية.

## الأصواتالأردن
- غادة فرح : الدب البني الصغير [1]
- ريم سعادة : ماما الدب
- أنور خليل : بابا الدب
- جمال مرعي : الراوي
- شادن دحبور

## الحلقات
1. الدب البني الصغير يستيقظ مبكرًا
2. لقد فقد الدب البني الصغير لعبته المحبوبة
3. الدب البني الصغير والطفل
4. الدب البني الصغير يستحم
5. الدب البني الصغير لديه مصائب قليلة
6. الدب البني الصغير لا يريد إقراض ألعابه
7. الدب البني الصغير يريد كعكة
8. الدب البني الصغير يخاف من الذئب
9. الدب البني الصغير يتسلق
10. الدب البني الصغير لا يشعر بالنعاس
11. الدب البني الصغير يضع ألعابه بعيدًا
12. الدب البني الصغير يذهب للتزلج
13. الدب البني الصغير غاضب من أمي
14. الدب البني الصغير جائع مثل الذئب
15. الدب البني الصغير يضيع في السوق
16. الدب البني الصغير يصنع كرات الثلج
17. الدب البني الصغير يحب النزهات
18. الدب البني الصغير مجنون
19. الدب البني الصغير يذهب في مغامرة
20. الدب البني الصغير يريد أن يرتدي ملابسه بنفسه
21. الدب البني الصغير يجد صديقًا
22. الدب البني الصغير سوف ينام في منزل ابن عمه
23. الدب البني الصغير يلعب على مائدة العشاء
24. الدب البني الصغير يصنع الفطائر
25. الدب البني الصغير لديه سر
26. الدب البني الصغير يأخذ القطار
27. الدب البني الصغير يكتشف البحر
28. الدب البني الصغير يصنع رجل ثلج
29. الدب البني الصغير يعود إلى المدرسة
30. الدب البني الصغير يكتشف المزرعة
31. الدب البني الصغير مرسوم في كل مكان
32. الدب البني الصغير واقع في الحب
33. حدائق الدب البني الصغير
34. الدب البني الصغير هو بطل خارق
35. الدب البني الصغير يحب الحلوى كثيرًا
36. الدب البني الصغير ينتظر عيد الميلاد
37. الدب البني الصغير يتزلج على الجليد
38. الدب البني الصغير يذهب للصيد
39. الدب البني الصغير يعاني من الحمى
40. الدب البني الصغير يذهب إلى حمام السباحة
41. الدب البني الصغير يلعب المقالب
42. عيد ميلاد الدب البني الصغير
43. الدب البني الصغير حار جدًا
44. الدب البني الصغير لا يريد أن يأخذ قيلولة بعد الآن
45. عيد ميلاد الدب البني الصغير
46. الدب البني الصغير يذهب في إجازة
47. الدب البني الصغير يستمتع مع القطة
48. الدب البني الصغير يساعد أمي
49. الدب البني الصغير وجليسة الأطفال
50. الدب البني الصغير لا يريد أن يأكل حساءه
51. الدب البني الصغير يريد الاتصال
52. الدب البني الصغير يكسر لعبته

## وصلات خارجية
- مغامرات الدب البني الصغير على موقع IMDb (الإنجليزية)
- مغامرات الدب البني الصغير على موقع نتفليكس (الإنجليزية)
- مغامرات الدب البني الصغير على موقع قاعدة بيانات الفيلم (الإنجليزية)
- مغامرات الدب البني الصغير على موقع ليتربوكسد (الإنجليزية)
- مغامرات الدب البني الصغير على موقع كينوبويسك (الروسية)
- مغامرات الدب البني الصغير على موقع ألو سيني (الفرنسية)
- مغامرات الدب البني الصغير على موقع قاعدة بيانات الفيلم (الإنجليزية)